# Kopyto (film)
Kopyto (francouzsky La Chèvre) je francouzský komediální film z roku 1981 režiséra Francise Vebera v hlavní roli s Pierrem Richardem a Gérardem Depardieu. Jedná se o první ze tří snímků, ve kterých účinkovala tato dvojice.

## Děj filmu
Marie je dcerou prezidenta významné francouzské korporace, pro niž pracuje i účetní Perrin (Pierre Richard). Marie je smolařka, každou chvíli přitahuje smůlu a neštěstí - na sebe i okolí. Marie odlétá do Mexika na dovolenou, otec se však o ní strachuje a již po jejím příletu ji telefonuje a přesvědčuje se, jestli je vše v pořádku. V tento okamžik se o její smůle můžeme přesvědčit, kdy z okna zhlédne parašutistu a následně z okna vypadne spolu i s telefonem. Následuje situace, při které se Marie na letišti srazí s automatickými dveřmi a padá na zem, v tu chvíli si ji všimne únosce dívek, který ji naloží do auta a ujede pryč, nepomůže ani snaha letištního policisty únosu zabránit.
Otec Marie si najme soukromého detektiva, Campana (Gérard Depardieu), aby pomohl bezradné policii a jeho dceru nalezl, ani po měsících detektivní činnosti však nenachází žádnou stopu, která by ho za Marií dovedla. Mariininu otcovi pak psycholog Meyer představí teorii, podle které jediný, kdo má šanci smolařku, jako je Marie, najít, je přesně stejný smolař. Následně se oba shodnou na tom, že přesně takovým smolařem je účetní Perrin. Pod klamným vychválením schopností Perrina ho oba požádají, aby v doprovodu Campana odletěli do Mexika a Marii našli.
Během celého filmu se můžeme stále více prohlubovat do smůly a neštěstí, které Perrin přináší a postupně přenáší i na Campana, který striktně na štěstí či smůlu nevěří. Nakonec, když ho strážci ve věznici zmlátí, začne mít pochyby, které se prohloubí ve chvíli, když má s Perrinem obletět helikoptérou prales a nejdříve se mu přetrhne tkanička a následně po bodnutí vosou Perrin oteče.

## Obsazení
| Pierre Richard       | François Perrin, účetní             |
| Gérard Depardieu     | detektiv Campana                    |
| Pedro Armendáriz Jr. | policejní důstojník                 |
| Corynne Charbit      | Marie Bensová                       |
| André Valardy        | psycholog Meyer                     |
| Jorge Luke           | únosce Arbal                        |
| Sergio Calderón      | vězeň                               |
| Michel Robin         | prezident korporace, Alexandre Bens |
| Robert Dalban        | technik                             |

## Doplňková fakta
- V Itálii si film nese smutnou slávu, protože právě při jeho projekci došlo k požáru v Turínském kině, kde přišlo o život 64 osob[1].
- Film byl Národní radou amerických filmových kritiků v roce 1985 nominován na titul nejlepšího zahraničního filmu[2].
- Tento film se v roce 1991 dočkal remaku s názvem Samé štěstí, v hlavní roli s Martinem Shortem a Dannym Gloverem[3].